# Leioproctus pruinosus
Leioproctus pruinosus är en biart som beskrevs av Michener 1989. Leioproctus pruinosus ingår i släktet Leioproctus och familjen korttungebin. Inga underarter finns listade i Catalogue of Life.